# ستيفي نيكولاس
ستيفي نيكولاس (بالإنجليزية: Stevie Nicholas)‏ (8 يوليو 1981 بإستيرلينغ في المملكة المتحدة - ) هو لاعب كرة قدم بريطاني في مركز الوسط. لعب مع نادي بارتيك ثيسل ونادي ماذرويل ونادي إيست فيف ونادي سترنرير ‏ ونادي ألوا أثليتيك ونورثويتش فيكتوريا ونادي ستيرلينغ ألبيون ونادي مونتروز لكرة القدم وBallingry Rovers F.C. ‏ ونادي كوينز بارك.

## وصلات خارجية
- ستيفي نيكولاس على موقع قاعدة بيانات كرة القدم.إي يو (الإنجليزية)
- ستيفي نيكولاس على موقع Soccerbase.com (لاعب) (الإنجليزية)